# Defiance Part 1
Defiance Part 1 je patnácté sólové studiové album anglického hudebníka Iana Huntera, vydané v dubnu 2023 společností Sun Records. Jde o jeho první řadové album po sedmi letech. Přispěla na něj řada hostů, mezi které patří Johnny Depp, Todd Rundgren a Ringo Starr. Dva z hostujících hudebníků – Jeff Beck a Taylor Hawkins – zemřeli před vydáním alba. Spolu s Hunterem album produkoval jeho dlouholetý spolupracovník Andy York. Obal namaloval Alan Bull. Hunter na desce začal pracovat na začátku pandemie covidu-19 v roce 2020, sám pracoval u sebe doma a hostující hudebníci přispěli na dálku. První píseň z alba – „Bed of Roses“ – byla zveřejněna souběžně s oznámením alba v lednu 2023.

## Seznam skladeb
Autorem všech písní je Ian Hunter.
| Pořadí         | Název                     | Délka |
| -------------- | ------------------------- | ----- |
| 1.             | Defiance                  | 4:07  |
| 2.             | Bed of Roses              | 5:23  |
| 3.             | No Hard Fellings          | 5:43  |
| 4.             | Pavlov's Dog              | 4:32  |
| 5.             | Don't Tread on Me         | 3:52  |
| 6.             | Guernica                  | 5:23  |
| 7.             | I Hate Hate               | 3:56  |
| 8.             | Angel                     | 6:09  |
| 9.             | Kiss N' Make Up           | 2:57  |
| 10.            | This Is What I'm Here For | 7:26  |
| Celková délka: | Celková délka:            | 49:30 |

## Obsazení
- Ian Hunter – zpěv (1–10), kytara (1, 9, 10), klavír (2–8)
- Andy York – kytara (3, 6, 7, 10), baskytara (3, 5, 6), rumba koule (4), tamburína (7), doprovodné vokály (1, 2, 4, 6, 7)
- Jeff Beck – kytara (3)
- Slash – kytara (1)
- Johnny Depp – kytara (3), doprovodné vokály (3)
- Mike Campbell – kytara (2, 6), mandolína (2)
- Dean DeLeo – kytara (4)
- Todd Rundgren – kytara (5), doprovodné vokály (5)
- Brad Whitford – kytara (8)
- Waddy Wachtel – kytara (8, 10)
- Billy Gibbons – kytara (9)
- James Mastro – kytara (9)
- Robert Trujillo – baskytara (1)
- Tony Shanahan – baskytara (2)
- Robert DeLeo – baskytara (4)
- Duff McKagan – baskytara (8)
- J. D. Andrew – baskytara (9)
- Paul Page – baskytara (10)
- Andy Burton – varhany (2, 5, 10), harmonium (6), klávesy (7, 9), vibrafon (9)
- Ringo Starr – bicí (2)
- Dane Clark – bicí (1, 3, 6, 7), perkuse (3, 6)
- Eric Kretz – bicí (4)
- Rich Pagano – tamburína (2), bicí (5), konga (5, 9), perkuse (5)
- Taylor Hawkins – bicí (8–10), kytara (8), elektrické piano (8), doprovodné vokály (8)
- Billy Bob Thornton – perkuse (9), zpěv (9), doprovodné vokály (9)
- Dennis Dibrizzi – doprovodné vokály (1, 4, 7)
- Joe Elliott – doprovodné vokály (6, 10)